# Hondarribia
Hondarribia (oficialmente; "vau de areia" na língua basca), ou Fuenterrabía (em espanhol), também conhecida por seu nome em francês Fontarrabie, é uma antiga cidade situada na costa oriental da Espanha, na foz do rio Bidasoa, em Gipuzkoa, País Basco, e que foi palco de algumas batalhas. A 4 km de distância para o Norte está o ponto mais oriental do mar Cantábrico, o Cabo Higuer.
Sua população em 2005 era de 15 700 habitantes.
O estuário de Txingudi separa a praia que divide este bonito aglomerado com Hendaia, embora uma balsa une ambas as margens.

## Património
- Igreja
- Fortaleza de Carlos V
- Monte Jaizkibel
- Marina
- Bairro de pescadores com as casas de varandas coloridas cheias de floresQuarteirão pesqueiro de Hondarribia

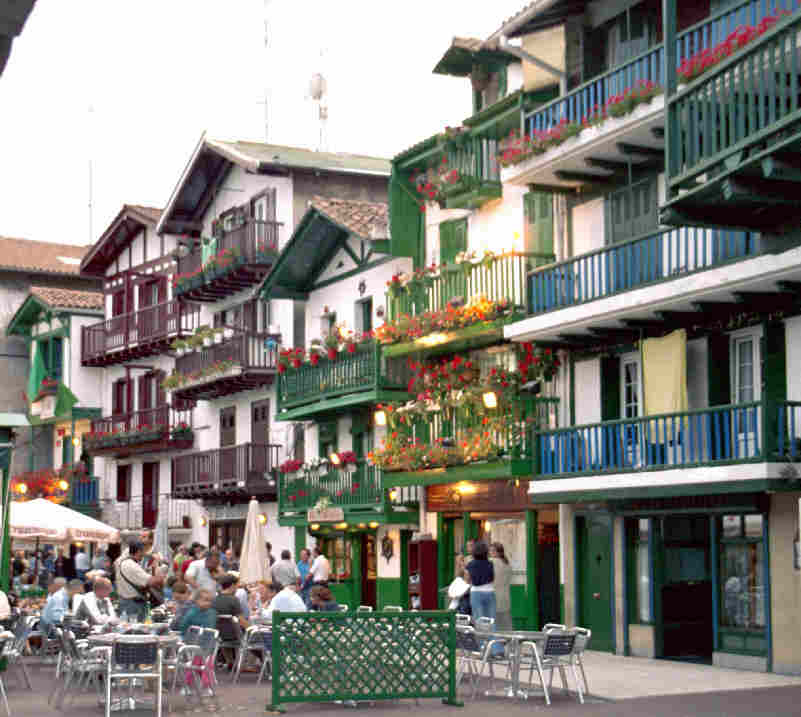
Quarteirão pesqueiro de Hondarribia